# Leopold Janauschek
Leopold Janauschek OCist (* 13. Oktober 1827 in Brünn; † 23. Juli 1898 in Baden, Niederösterreich) war ein katholischer Kirchenhistoriker und Erforscher des Zisterzienserordens.

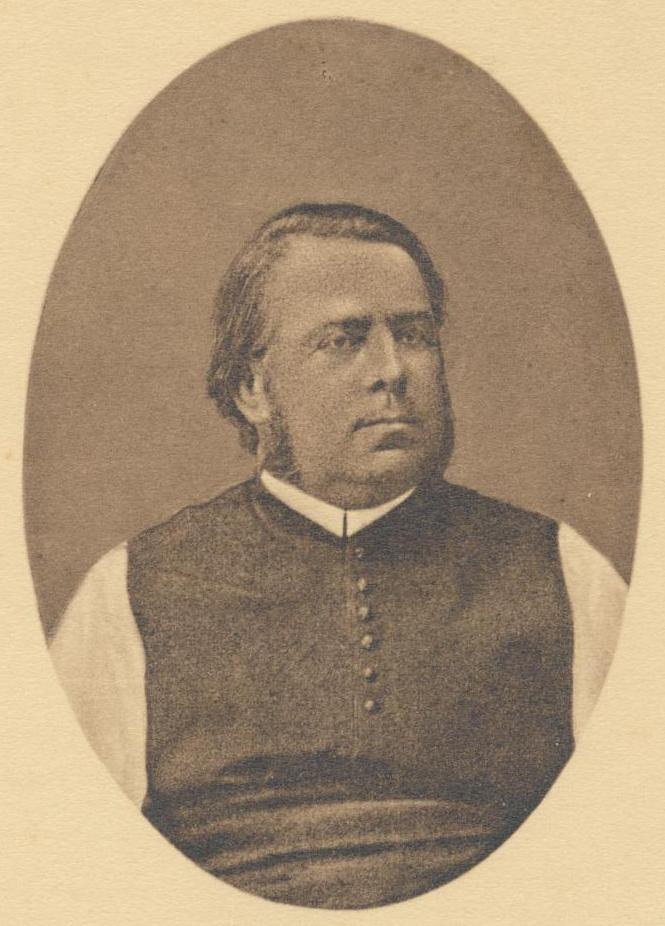
P. Leopold Janauschek

## Leben
Janauschek maturierte 1846 und trat im selben Jahr in das Stift Zwettl ein. Nach dem Studium im Stift Heiligenkreuz wurde er 1851 zum Priester geweiht. Nach Stationen in der Seelsorge von 1851 bis 1853 in Zwettl und Theras, lehrte er von Herbst 1853 bis 1877 Kirchengeschichte und Kirchenrecht am Institutum Theologicum in Heiligenkreuz; gleichzeitig studierte er 1856 bis 1859 an der Universität Wien. Dort supplierte er noch als Doktorand 1858/59 die Lehrkanzel für Kirchengeschichte, wurde aber von seinen Oberen für den Lehrbetrieb innerhalb des Ordens bestimmt. Sein Name hat eine Vorrangstellung auf dem Gebiet der Ordensgeschichte. 1876 verlieh ihm die Universität Tübingen das Ehrendoktorat. 1877 erschien sein Lebenswerk, die Origines Cistercienses. Dafür und wegen seiner allseits anerkannten Gelehrsamkeit verlieh ihm das zisterziensische Generalkapitel im Jahr 1891 den Titel eines Historiographus Ordinis. Janauschek starb am 23. Juli 1898 in Baden und wurde in Heiligenkreuz beigesetzt.

## Werk
Der Originum Cisterciensium Tomus Primus ist eines der größten Werke der Zisterzienserforschung. Er gilt weiterhin als weitgehend zuverlässig, einige Einzelheiten in seinem Buch sind inzwischen durch neuere Forschungen aus dem letzten Jahrhundert überholt. Die dadurch begründete Ordnungsnummer nach Janauschek bezieht sich auf das Verzeichnis aller Männerklöster des Ordens als Hinweis auf die chronologische Folge der Gründung. Nach Janauschek ist zum Beispiel die Abtei Bronnbach als 326. Kloster nach der Gründung der Nummer 1, des Klosters Cîteaux, einzuordnen. 
Janauschek wollte einen zweiten Band über die Frauenklöster des Ordens verfassen, konnte aber dieses Werk vor seinem Tod nicht abschließen.

## Veröffentlichungen
- Originum Cisterciensium Tomus Primus, in quo praemissis congregationum domiciliis adjectisque tabulis chronologico-genealogicis veterum abbatiarum a monachis habitatarum fundationes ad fidem antiquissimorum fontium primus descripsit, Vindobonae 1877 (Nachdruck Ridgewood, N.J., Gregg Press, 1964) (Digitalisat).
- Statuta Capitulorum Generalium Ordinis Cisterciensis 1191–1250, photokopierte, von Janauschek gefertigte und kommentierte Abschrift der Generalkapitelprotokolle, Bibliotheca Curiae Generalis Ordinis Cistercensis, Signatur HIS 111. Original im Stiftsarchiv Zwettl.